# تهنئة

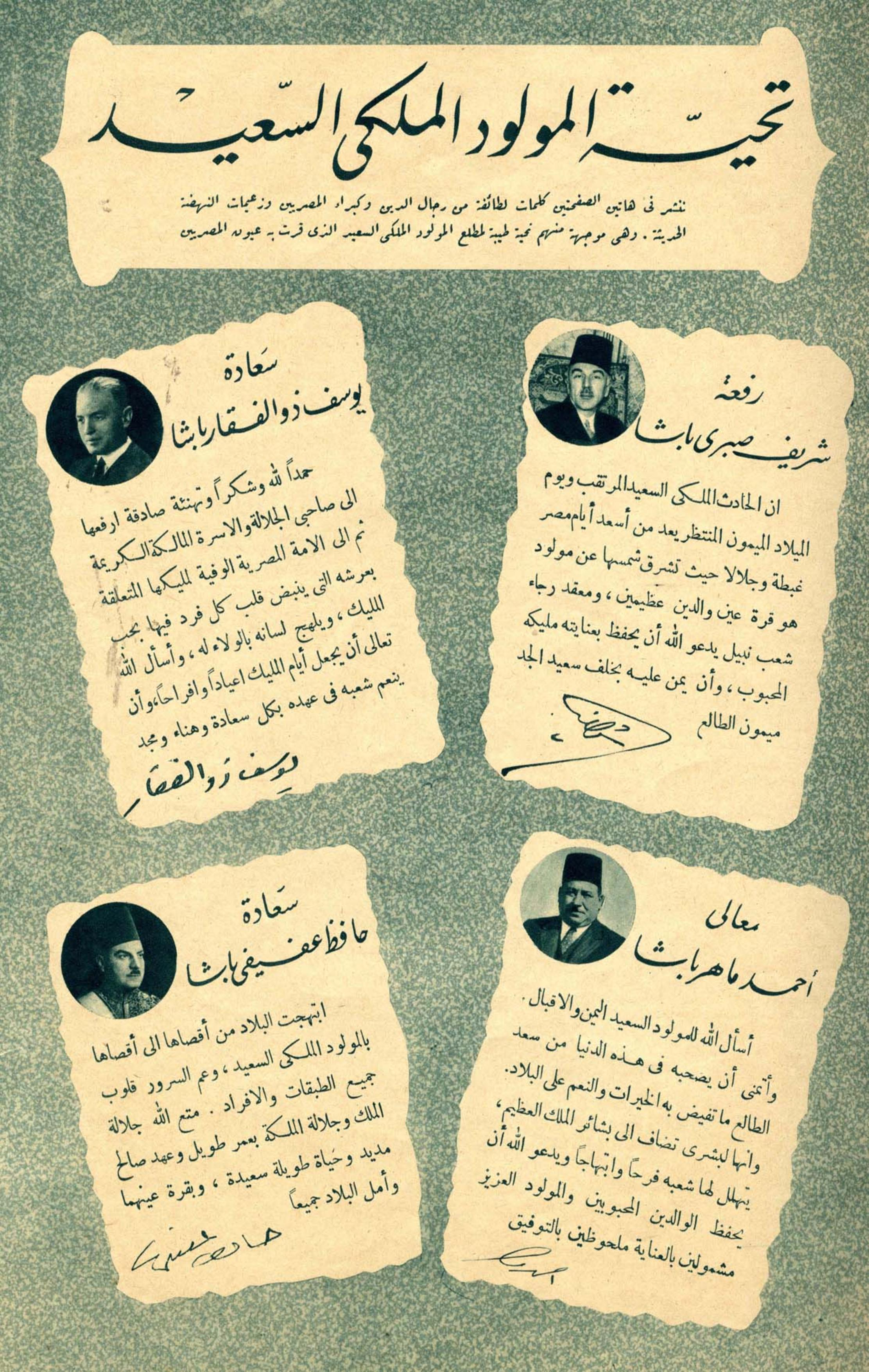
«تحية المولود الملكي السعيد» - منشور من العهد الخديوي في مصر

التهنئة عرف اجتماعي وبروتوكول سياسي يتحتم على المعارف والأصدقاء في حالات الأحداث السعيدة.

## المناسبات
مثلا 
- النجاح في امتحان
- القبول في جامعة للدراسة
- بدئ وظيفة جديدة أو تسلم حقيبة حكومية
- الزواج
- المولود
- الترقية لرتبة أو منصب أعلى
- عيد ديني أو إجازة رسمية
- ذكرى حدث ما.
- خطوبة

## الغرض منها
يختلف الغرض أيضا حسب السياق، مثلا لا حصرا
- مشاركة الأفراح والتقارب
- التشجيع على استكمال المسيرة.
- التعبير عن الصداقة أو الود أو الاحترام

## الأساليب
تصاغ التهنئة في الغالب بطريقة لبقة ورسمية نسبيا، وتبلّغ من خلال عدة وسائل حسب السياق
- المخاطبة الشفوية وجها لوجه أو هاتفيا أو عبر وسيلة اتصال ما
- بطاقة تهنئة
- نشر رسالة تهنئة في قسم من جريدة أو مجلة
- زيارة قصيرة
- قرار مجامل من البرلمان أو الحكومة
- تصميم دعوة الكترونية خاصة لتهنئة الصديق